# William Shakespeare
För andra betydelser, se William Shakespeare (olika betydelser) eller Shakespeare (olika betydelser).
William Shakespeare (tidigare även Shakspere eller Shakespear), född 1564 (troligen 23 april; döpt 26 april) i Stratford-upon-Avon, Warwickshire, död 23 april 1616 i Stratford-upon-Avon, var en engelsk dramatiker, poet och skådespelare. Många anser honom vara inte bara Englands nationalskald utan också världslitteraturens främste dramatiker genom tiderna. Redan Shakespeares samtida kollega Ben Jonson sade: "He was not of an age, but for all time" (”Han tillhörde inte bara en tidsålder, utan alla”).
Han har kallats ”the Bard of Avon” (”Barden från Avon”) och ”the Swan of Avon” (”Svanen från Avon”). Den dramatiska verksamheten ägde till stor del rum vid Globe Theatre, där han var delägare, belägen i Southwark i London.

## Biografi

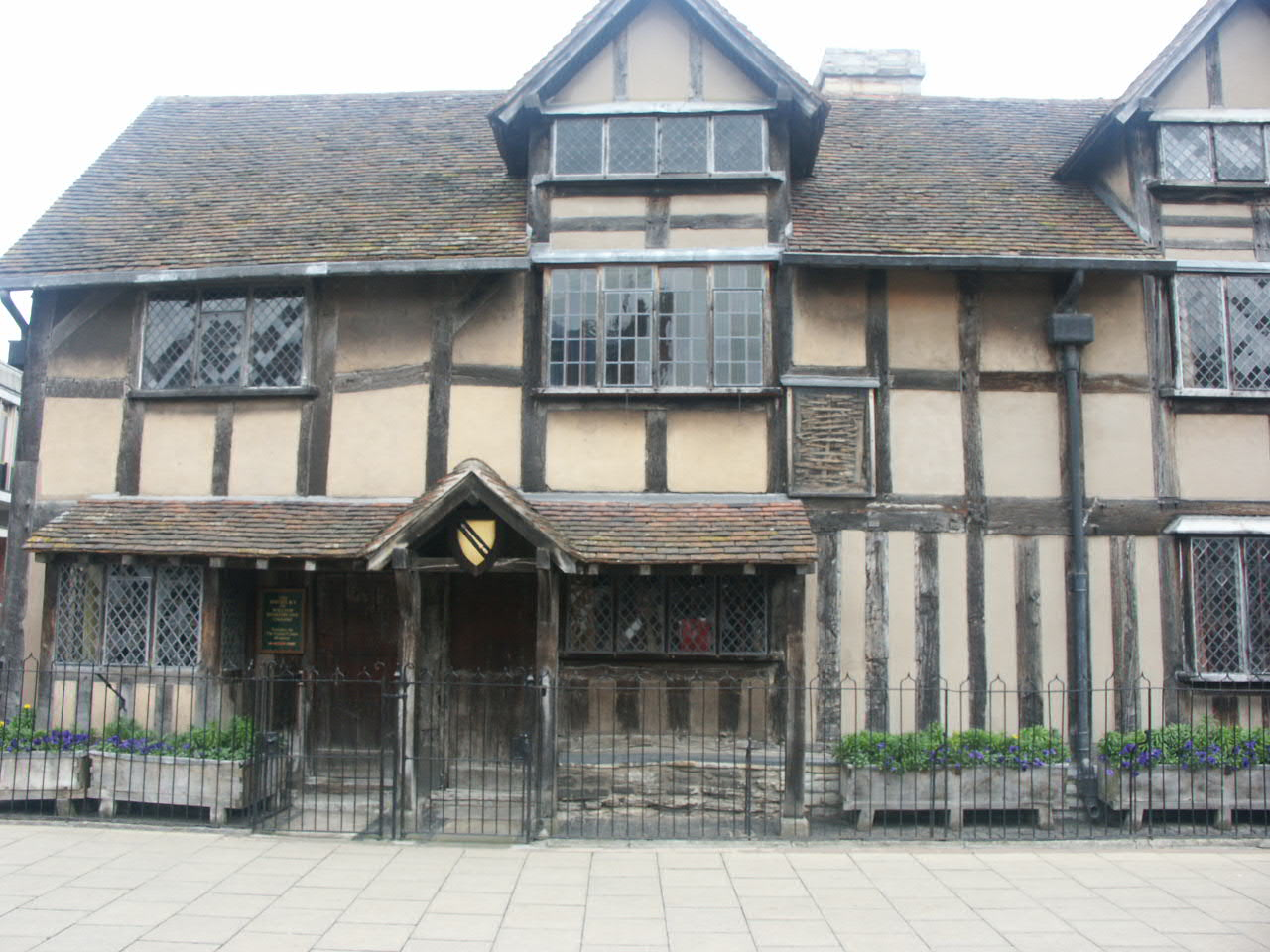
Huset på Henley Street, Stratford, där William Shakespeare föddes.

Shakespeare föddes i ett hus på Henley Street i Stratford-upon-Avon i Warwickshire. Modern Mary Arden tillhörde en besutten katolsk släkt, troligen samma släkt Arden som adlats av Vilhelm Erövraren. Fadern John Shakespeare var handskmakare och fastighetsägare och innehade tidvis ämbeten i staden. Williams dop förrättades 26 april 1564 i Heliga Trefaldighetens kyrka i Stratford. William hade två äldre systrar som avled i unga år. Han fick senare fem syskon till; tre bröder och två systrar.
Shakespeare utbildades sannolikt vid Stratfords grammar school, som grundats av stadens gillen på 1200-talet och han fick troligen sina kunskaper i latin där. Det finns emellertid inga matriklar som kan styrka detta, utan det är ett antagande som bygger på förhållanden i staden och faderns sociala ställning. Fadern, som kom från en arrenderande bondeklass, hade skaffat sig lite pengar, gifte sig rikt med dottern till godsägaren han arrenderat av och fick med tiden betydande förtroendeuppdrag i staden. Framgången i faderns affärer var dock växlande och 1592 blev han indragen i en rättsprocess, anklagad för bristande kyrksamhet.
Många uppgifter om William Shakespeares liv är osäkra och flera historier har på ett tidigt stadium kunnat avfärdas som myter. Andra rykten har vävts in i hans levnadsberättelse och utgör en betydande del av hans biografi. Genom arkiv har ändå en del säkra fakta om honom kunnat erhållas. Några forskare har dock ställt sig kritiska till att det verkligen är han som är författaren bakom dramerna (se vidare avsnittet Författarfrågan). Enligt traditionen fick den unge Shakespeare avbryta studierna vid elva års ålder. Under något år ska han också ha försörjt sig som lärare. Enligt legenden ska Shakespeare också ha varit i klammeri med rättvisan och dömts till spöstraff efter en olovlig jakt i sir Thomas Lucys hjortpark.

### Giftermål
I november 1582 utfärdade biskopen av Worcester en äktenskapsattest för Shakespeare – som vid 18 års ålder ännu inte uppnått laglig giftasålder och därför behövde sin fars tillstånd – och den åtta år äldre Anne Hathaway. Biskopens särskilda tillstånd medgav också att vigseln kunde genomföras efter endast en lysning, trots att tre lysningar var regel. Anne kom visserligen från bondeklassen, men var ganska rik och familjerna Shakespeare och Hathaway hade länge umgåtts. Exakt datum för vigseln är inte känt. Runt sex månader efter attestens datering föddes parets dotter Susanna som döptes den 26 maj 1583. Tvillingarna Hamnet och Judith föddes 1585. De döptes den 2 februari 1585. Hamnet avled den 11 augusti 1596 vid 11 års ålder, eventuellt av pesten.

### Shakespeare involveras i teater
Hur Shakespeare kom i kontakt med teatern vet ingen med säkerhet. Resande teatersällskap hade besökt Stratford och det är rimligt att anta att Shakespeares nyfikenhet väcktes vid ett sådant tillfälle. Engelsk renässansteater lockade en stor publik från alla samhällsklasser. London var teaterns medelpunkt och flera teaterbyggnader uppfördes omkring 1580. Till denna miljö sökte sig Shakespeare på 1580-talet som skådespelare, men började även författa egna verk.
Levnadsvillkoren för teaterfolk var mycket ogynnsamma och en teater klarade sig inte utan en rik och mäktig beskyddare. Förmodligen tillhörde Shakespeare först den grupp skådespelare som beskyddades av earlen av Pembroke. Från 1594 tillhörde Shakespeare Lord Chamberlain's Men och i den gruppen stannade han resten av sitt verksamma liv. Under beskydd av Henry Carey, baron Hunsdon, som var drottning Elisabets Lord Chamberlain, kom han att spela inför det kungliga hovet, och genom dedikationer i bland annat The Rape of Lucrece är det säkerställt att Henry Wriothesley, 3:e earl av Southampton var Shakespeares mecenat. Kung Jakob I tog senare över beskyddet av Chamberlain's Men och de kallades därefter King's Men.
För någon i Shakespeares sociala position, med en far som var förmögen, var valet att bli yrkesskådespelare ovanligt. Inte heller författarskap på kommersiell basis var något som hans samhällsklass förknippades med. Från 1590-talet var Shakespeare erkänd som landets store dramatiker och han blev snart en förmögen man.

### Storhetstid

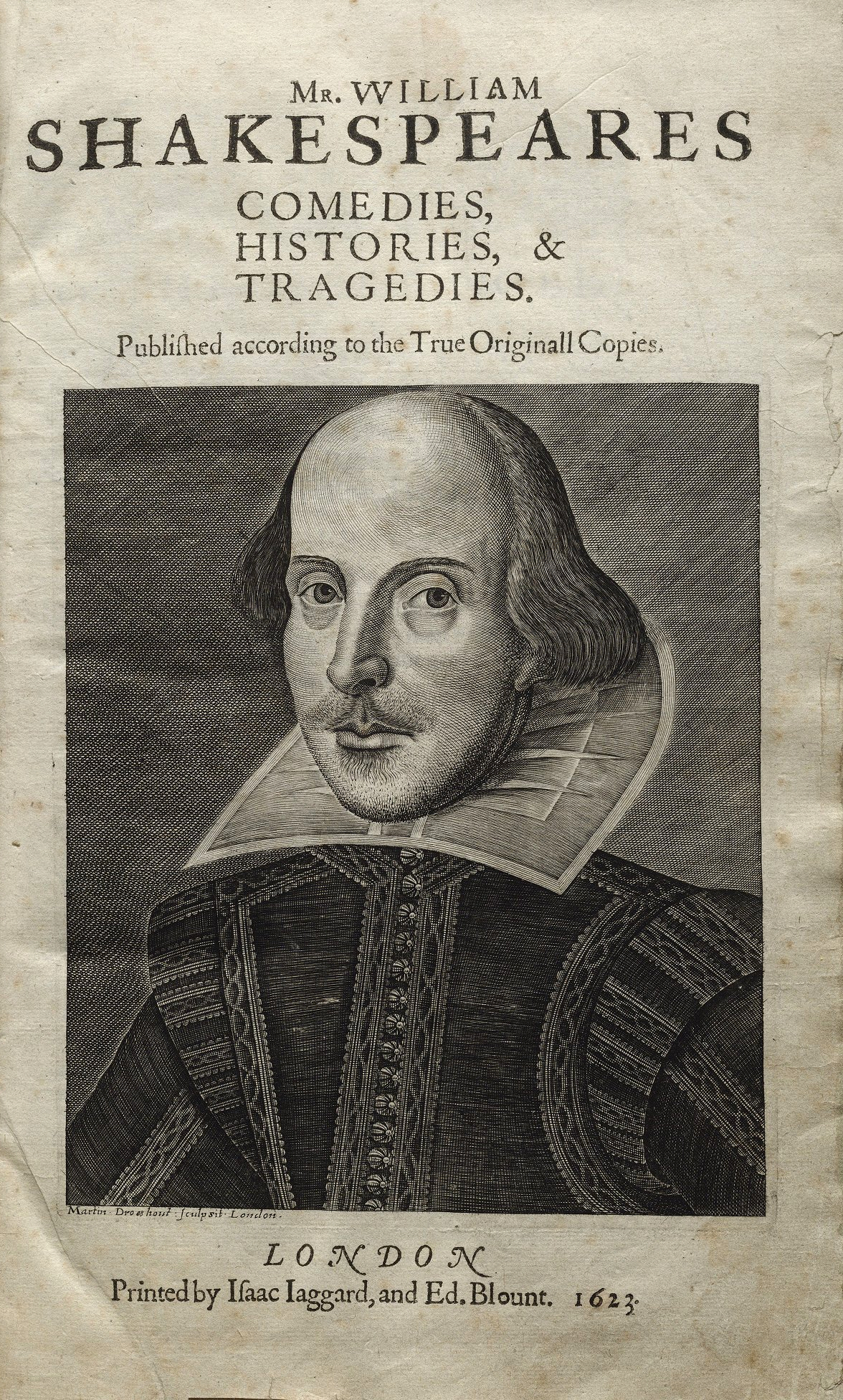
Titelbladet till "First Folio" (1623).

Att Shakespeare var ett känt namn 1592 vet man genom skriften Groatsworth of Wit av Robert Greene, som däri häcklar en viss "scen-skakare" ("Shake-scene") för att vara en "kråka som kommit sig upp, förskönad med våra fjädrar", en skådespelare som borde veta sin plats och inte ägna sig åt att skriva blankvers. Greene alluderar också på pjäsen Henrik VI. Skriftens förläggare bad emellertid omedelbart om ursäkt. Denna incident brukar ses som ett tecken på att Shakespeare var berömd åtminstone vid denna tidpunkt.
Den 3 mars 1592 spelades Henry VI av teaterkompaniet Lord Strange's Men på teatern The Rose, men det är inte helt säkerställt att det var Shakespeares drama som gavs, eftersom det inte finns andra belägg för att han ska ha haft kontakt med den teatergruppen. I april året efter publicerade bokförläggaren Richard Field den episka dikten Venus and Adonis och där är Shakespeare angiven som författare. Publiceringsrättigheter för The Rape of Lucrece registrerades 9 maj 1594 och verket trycktes i kvarto senare samma år. Vid julfestligheterna 1594 spelades The Comedy of Errors på Gray's Inn Hall i London. Flera andra uppsättningar och utgivningar finns säkert daterade och han nämns vidare i några välkända dagböcker av samtida.
Shakespeare och hans sällskap lät 1599 uppföra teaterbyggnaden The Globe, där han satte upp och agerade i flera av sina skådespel. Teatern totalförstördes av en brand 1613, men återuppfördes året därpå. Samtliga Londons teatrar tvångsstängdes 1642 och 1644 revs Globe Theatre.
Shakespeare övergav aldrig Stratford trots framgångarna i London. När han blivit förmögen hjälpte han fadern att skaffa sig ett heraldiskt vapen 1596. Till detta krävdes inte bara medel utan även moderns härstamning. Till motto tog släkten Non sanz droict, "Inte utan rätt". När fadern avled ärvde Shakespeare huset på Henley Street, men han var tillräckligt rik för att skaffa sig fastigheter i London och New Place i Stratford, där han slog sig ner 1597. I London blev han delägare till teatern Blackfriars.

### Senare liv och död

#### Dottern Susanna och John Hall
Dottern Susanna gifte sig 1607 med John Hall, en berömd läkare. Shakespeare gjorde paret till sina huvudarvingar, över hustrun och den andra dottern.

#### Dottern Judith och Thomas Quiney
Dottern Judith gifte sig med Thomas Quiney 10 februari 1616. De gifte sig i Holy Trinity Church. Pastorsadjunkten Richard Watts, som senare vigde även Quineys syster Mary, var troligen officierande präst. Bröllopet ägde rum under fastan, vilket var förbjudet. År 1616 hade fastan inletts den 23 januari och den avslutades den 7 april efter påsk. Detta innebar att äktenskapet krävde en särskild licens, som kunde utfärdas av biskopen av Worcester. Detta hade dock paret inte låtit göra. Walter Wright från Stratford dömdes för att ha vigts utan varken lysning eller licens, så eftersom Quiney endast dömdes för att ha vigts utan licens har slutsatsen dragits att Quiney lät lysa i kyrkan. Detta regelbrott var av mindre betydelsefull art, som förefaller ha orsakats av prästen, då tre andra par också vigdes under februari. Quiney kallades dock ändå att infinna sig inför rätta i Worcester. Quiney underlät att infinna sig i rätten och dömdes till exkommunikation. Det är inte känt huruvida även Judith blev bannlyst. Straffet för Quiney blev inte långvarigt. I november samma år visar källorna att paret var upptaget i kyrkan igen och tilläts döpa sitt första barn.
Äktenskapet började inte bra. Quiney hade kort dessförinnan gjort en annan kvinna, Margaret Wheeler, med barn. Wheeler dog när hon födde barnet, som även det avled och båda begravdes den 15 mars 1616. Den 26 mars 1616 ställdes Quiney inför rätta och han erkände då att han haft sex utom äktenskapet med Wheeler och han förklarade sig villig att ta sitt straff. Han dömdes till ett skamstraff som skulle avtjänas inför församlingen tre söndagar i rad och han tvingades också erkänna sin skuld inför prästen i sin hemförsamling. Merparten av straffet efterskänktes dock och hans slutliga straff kom att bestå av böter på fem shilling, som gick till de fattiga.

#### Shakespeares testamente och död
Händelserna kring döttrarnas äktenskap, och framför allt situationen med Thomas Quiney, bidrog till utformningen av Shakespeares testamente, som undertecknades den 25 mars 1616.
Shakespeare tillbringade de sista åren av sitt liv i hemstaden och han avled på New Place 23 april 1616. Han gravsattes i Heliga Trefaldighetens kyrka. På gravstenen finns ingraverad en strof, som Shakespeare troligen skrivit själv:
Good friend for Jesus sake forbeare,
To digg the dust encloased heare.
Bleste be the man that spares thes stones,
And curst be he that moves my bones.
Hustrun Anne överlevde honom och avled 1623. Dottern Susanna ärvde New Place, men inga ättlingar överlevde 1600-talet. Ättlingar till Shakespeares syster levde kvar i Stratford fram till 1800-talet.

## Verk

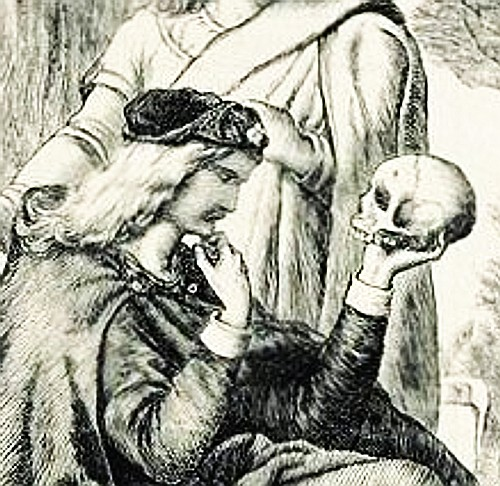
Hamlet, akt V, scen 1.

William Shakespeare är kanske mest berömd som dramatiker, men han har även skrivit episka dikter och sonetter. 36 av hans samlade dramer publicerades postumt 1623, sju år efter hans död, av några vänner från teatern. Denna samling kallas "First Folio". Före denna publikation hade 18 dramer publicerats som kvarto, men dessa anses vara av sämre kvalitet.
Två verk, The Two Noble Kinsmen och Pericles, Prince of Tyre, var inte del av ”the First Folio”, men räknas sedermera till verk, där Shakespeare åtminstone lämnat ett betydande bidrag, så att man numera kommer upp i totalt 38 dramer, där Shakespeare anses vara huvudförfattaren.
Ett ytterligare drama, den historiska pjäsen Edward III, räknas ibland även till Shakespeares verk, men här nämns ibland en delaktighet om ca 40 %.

### De välkända Shakespearedramerna
Av de 38 dramerna är det särskilt några som blivit berömda och Hamlet är ett av dessa. Det trycktes 1603 med titeln Den tragiska historien om Hamlet, prins av Danmark och bygger på en krönika av Saxo Grammaticus. I denna pjäs framför Hamlet en monolog som innehåller det ofta citerade uttrycket: 'Att vara eller inte vara'. Många tror felaktigt att prinsen håller ett kranium när han säger detta, men det är i själva verket ur en annan scen; kraniet tillhör hovnarren Yorrick, som jobbade på slottet, och Hamlet talar om att han ridit på Yorricks rygg. Just tillvarons intighet och det meningslösa i att en bedragen hämnas brukar framhållas som dramats kärna. Tragedin Romeo och Julia har närmast blivit ett allmänbegrepp för den omöjliga kärleken och ligger till grund för verk av andra konstnärer, som till exempel musikalen West Side Story.

### Dramernas genrer och motiv
Traditionellt delas Shakespeares dramer in i tre kategorier: Tragedier (tragedies), krönikespel eller historiska skådespel (histories) och komedier (comedies). Denna indelning föreligger redan i den första folion, den första samlingen av nästan alla Shakespeares pjäser (36 av dem, två saknas) som sammanställdes av Shakespeares skådespelarkollegor John Heminges och Henry Condell och publicerades av Edward Blount och Isaac Jaggard. Hamlet, Kung Lear, Macbeth och Othello brukar räknas till författarens mogna eller stora tragedier. När de första kvartoupplagorna av Richard II och Richard III publicerades så betecknades dessa pjäser som tragedier, men i folioupplagan 1623 sorterades de in bland krönikespelen.
Senare forskning har delat upp verken i ytterligare grupper. De sena dramerna: Cymbeline, En vintersaga, Pericles och Stormen, förs ofta till en egen grupp, sagospelen (romances). Sagospelen är till sin karaktär tragikomiska och svåra att genreindela. Cymbeline och Pericles räknas till tragedierna, trots de försonande sluten, medan En vintersaga och Stormen räknas till komedierna. I fem pjäser ingriper övernaturligheter i handlingen: Cymbeline, En midsommarnattsdröm, Hamlet, Macbeth och Stormen. Förutom Stormen och Cymbeline är det av dessa den betydligt tidigare En midsommarnattsdröm som har karaktären av sagospel. Till de lyckliga komedierna brukar En midsommarnattsdröm räknas tillsammans med Trettondagsafton och Som ni behagar. De två senare har liksom Troilus och Cressida sexuell identitet och könsidentitet som motiv. Shakespeares övriga komedier är Förvillelser, Kärt besvär förgäves, Köpmannen i Venedig, Lika för lika, Muntra fruarna i Windsor, Mycket väsen för ingenting, Slutet gott, allting gott, Så tuktas en argbigga och Två ungherrar i Verona.
Problempjäserna (problem plays) identifierades 1896 av Frederick Samuel Boas (1862-1957) i analogi med Henrik Ibsens dramer som blandade sociala och sexuella motiv. Hit räknade Boas Hamlet, Lika för lika, Slutet gott, allting gott och Troilus och Cressida Senare forskare har inskränkt kategorin till de tidigt jakobinska pjäserna och då även räknat in Timon av Aten. Pjäserna kännetecknas av att vara svåra att genreindela och av att de är tragikomiska. De problempjäser som är komedier har även kallats för svarta komedier (dark comedies). Förutom Timon av Aten så handlar alla pjäserna om oskyldiga unga kvinnor som blir orättvist och illa behandlade. Detta händer även i Hamlet, Kung Lear, Mycket väsen för ingenting, Othello, Romeo och Julia och Titus Andronicus. I Mycket väsen för ingenting är Hero offer för svartsjuka liksom Desdemona i Othello. I Othello, liksom i de övriga pjäserna förutom Slutet gott, allting gott, är kvinnorna offer för maktspel, men i Hamlet, Kung Lear, Othello och Romeo och Julia drabbas även de manliga huvudrollerna av orättvisan och Ofelias, Cordelias, Desdemonas och Julias öden är integrerade i det tragiska skeendet. I Lika för lika, Mycket väsen för ingenting, Othello, Slutet gott, allting gott och Troilus och Cressida blir kvinnornas heder och dygd offrade. I Lika för lika och Slutet gott, allting gott förekommer det så kallade sängtricket, det vill säga att en utklädd kvinna tillbringar natten med en man som tror att hon är en annan, vilket under olika tider utmanat den allmänna moralen. Två av Shakespeares pjäser har beskrivits som problematiska, eftersom stoffet krockar med moderna tiders värderingar: antisemitismen i Köpmannen i Venedig och kvinnoförtrycket i Så tuktas en argbigga. Även Othello har kritiserats för att huvudpersonen skulle vara en rasistisk stereotyp.
Man kan även urskilja de romerska dramerna: Antonius och Cleopatra, Coriolanus, Julius Caesar och Titus Andronicus. Även Cymbeline, Pericles, Timon av Aten och Troilus och Cressida utspelar sig under antiken. Cymbeline utspelar sig under den romerska antiken, framförallt i England. Till Pericles och Titus Andronicus finns inga biografiska eller litterära förebilder. Till Troilus och Cressida finns litterära förebilder. Timon av Aten och Troilus och Cressida utspelar sig under den grekiska antiken.
Shakespeare har skrivit tre pjäser med onda hjältar (antihjältar): Coriolanus, Macbeth och Richard III. Richard II handlar om en nyckfull, slösaktig och oduglig kung medan Henrik VI handlar om en sinnessjuk. Två av Shakespeares tragedier är hämnddramer (revenge tragedies), nämligen Hamlet och Titus Andronicus. Även Othello och Stormen har hämnd som bärande motiv. I två pjäser förekommer sadistiskt våld: Kung Lear och Titus Andronicus. De pjäser som liksom Thomas Kyds The Spanish Tragedy anses inspirerade av Seneca den yngres hämndtragedier är Titus Andronicus, Richard III, Hamlet, Othello, Macbeth och Kung Lear.
Eftersom endast de episka dikterna, sonetterna och en bråkdel av hans sammanlagt 38 dramer publicerades av honom själv under hans livstid, har man utifrån historisk-biografisk metod försökt både rekonstruera hans liv och samtidigt tidsbestämma dramerna, vilket är en svår uppgift, och därför förekommer olika dateringar och olika kronologier. Ett fåtal dramer kan dateras säkrare genom att de tillhör de 18 kvarto-dramerna och man ibland vet när de uppfördes. Till dessa hör Kung Lear, som trycktes våren 1603 och spelades julen 1606.
Shakespeares äldsta dramer antas vara krönikespel, som behandlar kungar i Englands historia. Till denna grupp hör Henrik IV och Richard III, vilka anses höra till de första dramerna som Shakespeare skrev. Bland krönikespelen finns det två grupper om vardera fyra pjäser, kända som första och andra tetralogin: Henrik VI del 1-3 och Richard III respektive Richard II, Henrik IV del 1-2 samt Henrik V. Tillsammans spänner dessa över cirka hundra år av engelsk historia. De övriga två krönikespelen, Kung John och Henrik VIII, anknyter inte närmare till dessa.
Därefter började Shakespeare författa komedier, av vilka Förvillelser (The Comedy of Errors) anses vara den äldsta. Romeo och Julia är troligen den äldsta tragedin.

### Sonetterna

Ophelia ur Hamlet, oljemålning av John William Waterhouse (1894).

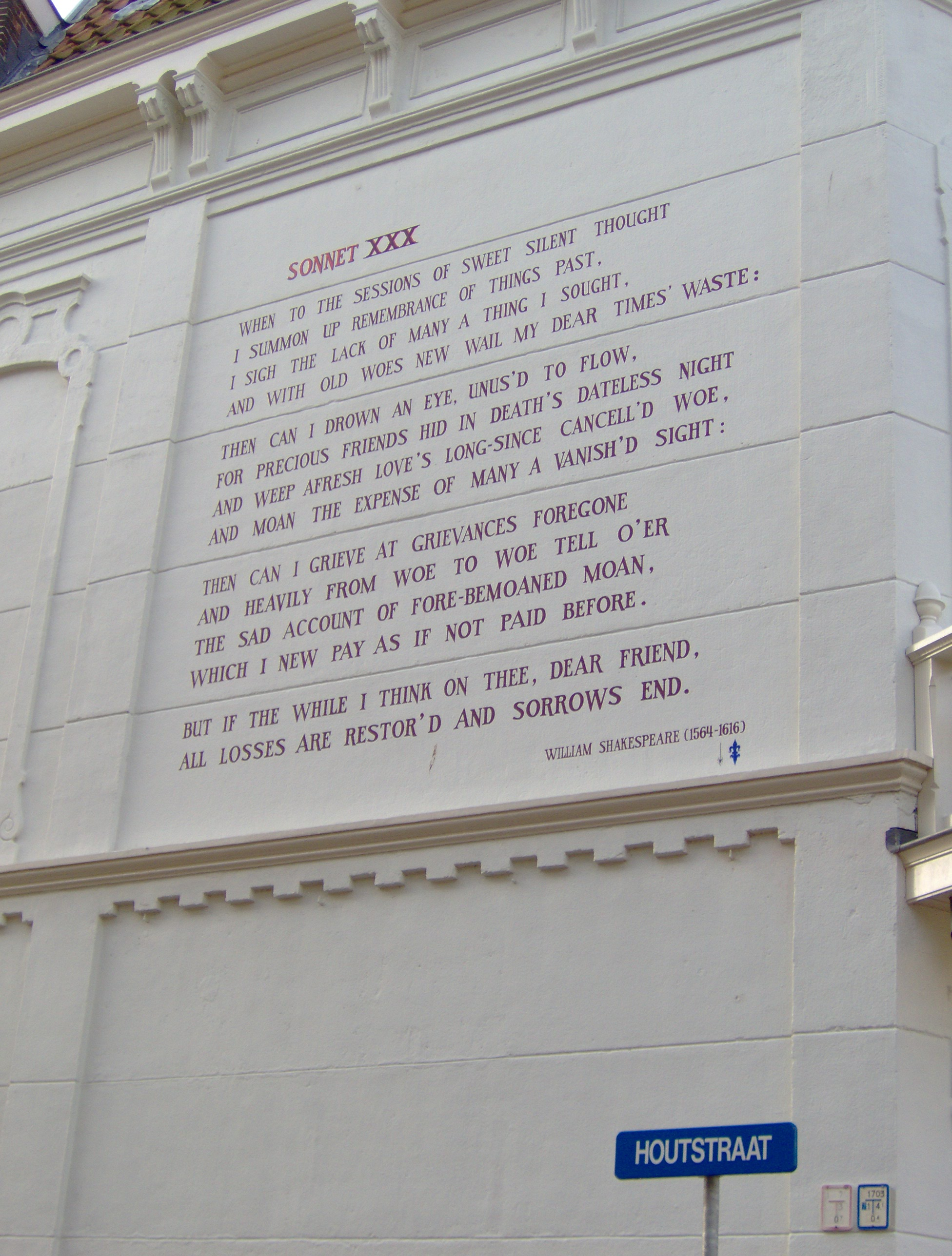
Sonett 30 som väggdikt på adressen Rapenburg 30 (hörnet av Houtstraat) i Leiden.

Shakespeares sonetter, 154 stycken samlade i en serie, anses representera en brytpunkt i hans författarskap; samtidigt som dessa skrev han dock Kärt besvär förgäves. De publicerades 1609, men enligt den allmänna uppfattningen tillkom de under loppet av flera år under 1590-talet. Före sonetterna hade han troligen skrivit krönikespel och lättsamma komedier. Efter sonetterna innehåller dramerna ett annat allvar. Sonetterna handlar om Mörka Damen som han älskar, och som ibland ses som en nyckel till att förstå de senare komplicerade kvinnoporträtten vilka förkroppsligar ondskan i dess skilda skepnader. Endast ett fåtal kvinnoroller efter "sonettkrisen" är oskyldigt anklagade, som Hermione i En vintersaga och Desdemona i Othello. I sonett 144 framkommer ytterligare ett tema: "Two loves I have of comfort and despair, Which like two spirits do suggest me still; The better angel is a man right fair, The worser spirit a woman colour'd ill". Frågan om Shakespeare var bisexuell har sysselsatt flera forskare under 1900-talet; tidigare har frågan inte varit aktuell. Men det anses numera vara belagt. Könsroller är för övrigt centrala teman i flera verk, i synnerhet Trettondagsafton och Macbeth.
Vem Mörka Damen i verkligheten var, har ingen lyckats lista ut, men att det sannolikt inte var Shakespeares hustru i Stratford är de flesta eniga om. Att lyckas identifiera kvinnan anses numera omöjligt och likaså att säkert veta vilken slags kärlek han hyser till de olika personerna som stroferna vänder sig till. I sonetterna framkommer sorgen efter den döde sonen mellan raderna, samt en kärlek som tar sig metaforiska uttryck. Han anses med dessa sonetter vara den främste poeten under sin samtid.

### Förlorade dramer och apokryfer
Bevarade dokument från teatrar och annat arkivmaterial har visat att Shakespeare författat åtminstone två dramer som gått förlorade: Cardenio och Love's Labour's Won. Cardenio byggde förmodligen på Miguel de Cervantes Don Quijote vilken översatts till engelska 1612, och det förlorade dramat tillskrevs Shakespeare och John Fletcher 1652. Titeln Love's Labour's Won anspelar på Love's Labour's Lost.
Krönikespelet Edward III publicerades anonymt 1596 och har på senare tid satts upp av Royal Shakespeare Company. Sir Thomas More, som bygger på Thomas Mores liv, finns bevarad som manuskript, och tillskrivs numera Shakespeare. Ett flertal andra verk är det osäkert om Shakespeare skrivit, men dessa ingår inte i de 38 dramer där författarfrågan anses vara klar.

### Motiv, teman, stoff, stil
Dramerna kännetecknas av en litterär och historisk bevandring. Det är osäkert om Shakespeare kan ha skaffat sig denna genom sin borgerliga utbildning och detta är ämne för mycket forskning och många kontroverser. Stoffet Shakespeare använder är omarbetningar av andras dramer, av krönikor, antika författare och italienska noveller. Det är i språket och blankversen, samt i hanteringen av stoffet, som hans storhet vilar. I många fall har han valt att komprimera faktiska skeenden, för att skapa en förtätad narration, varför dramerna inte kan läsas som historiska fakta. Ett annat narrativt element är de folkloristiska inslagen, som häxorna i Macbeth, vilka spelar en avgörande roll för intrigen och som underhållning. Dessutom föreligger vissa förvrängningar i syfte att behaga publiken, som fallet är i gestaltningen av Lady Macbeths ondska; den på hennes befallning mördade Banquo var enligt traditionen förfader till Jakob I, som stigit upp på Englands tron något år innan dramat skrevs. Hennes agerande är emot naturens ordning och när hon säger Unsex me före mordet på Duncan, initierar detta, med dåtidens syn på könsroller, att naturen rubbas. I verkligheten var dessutom Banquo själv delaktig i mordet på Duncan.

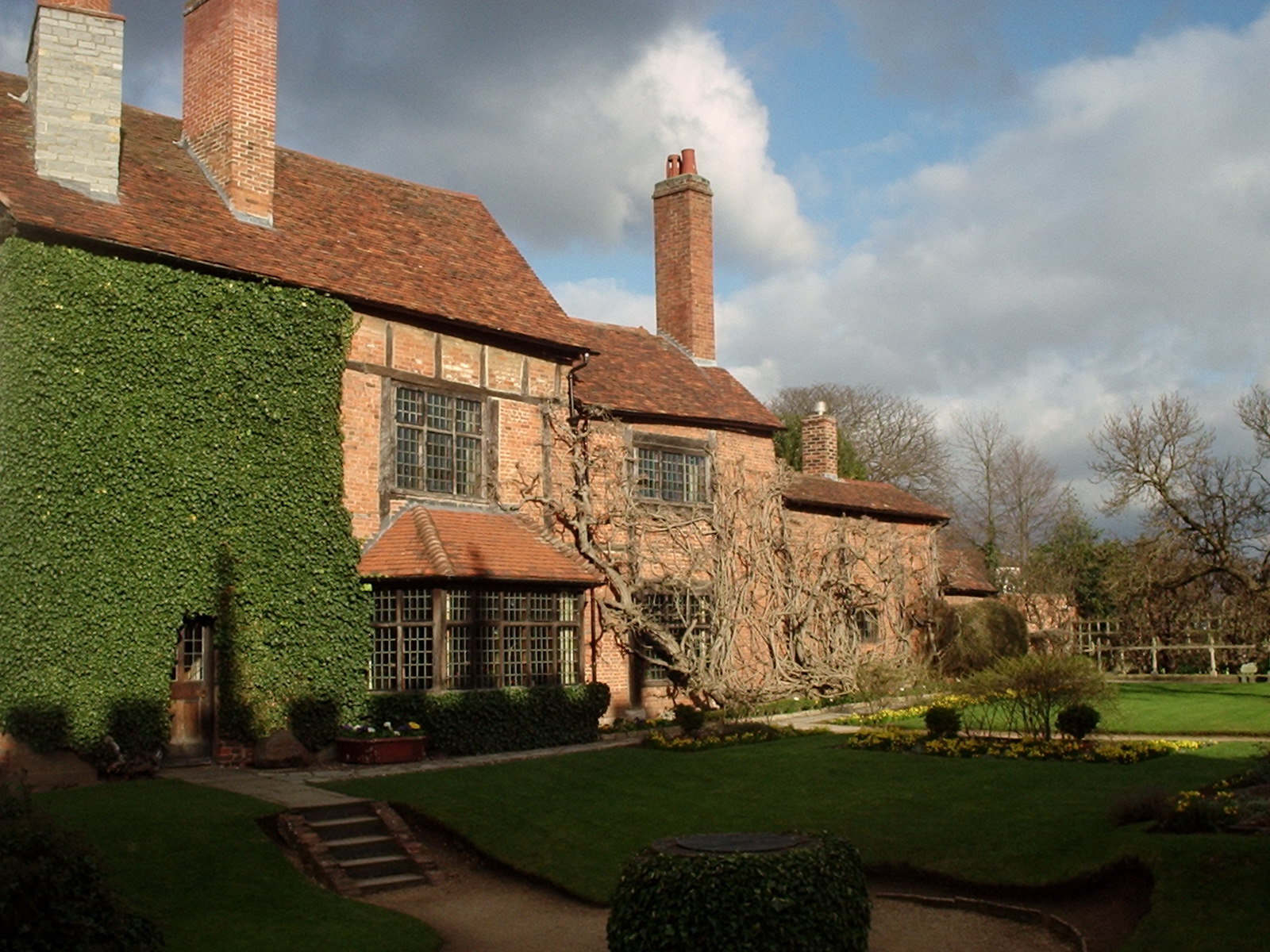
Återstoden av New Place, Stratford, Shakespeares sista hem.

Karaktärsskildringarna är, enligt vad de flesta anser, det som utmärker Shakespeares genialitet. Personligheterna i hans dramer är dynamiska och sammansatta och genomgår under handlingen förändringar, reagerar på miljön och på ödet, vilket ger gestaltningarna en mycket realistisk prägel. I detta är han en sann humanist. På grund av svårigheten att förstå så många olika slags personligheter, har han kallats "en man med tusen själar". Den poetiska språkdräkten är ytterligare en grund till hans enorma berömmelse, och detta inte bara i den lyriska diktningen, utan det är även ett sporadiskt återkommande, stilistiskt drag i dramerna, i avsikt att illustrera en tanke, förgylla en scen eller förtydliga ett element.
Vissa frågeställningar återkommer i hans verk. I tragedierna är rättfärdigheten eller motivet till ett mord ofta intrigens kärna och under påverkan av Seneca är flera scener mycket bloddrypande. Sinnessjukdom, svek, dödssynd, oskuld och illusioner är andra teman. Komedierna handlar vanligen om kärleksförvecklingar, med högmodiga självbedragare och listiga bedragare som stående figurer. Högt blandas med lågt, antingen genom stilen eller genom rollfigurernas karaktärer. I en sann tidsanda får alltid syndaren sitt straff, men de vilkas död är intrigens kadens är inte självklart onda. Så är till exempel inte nödvändigtvis fallet med Julia och Romeo.
Enligt en vedertagen uppfattning varieras tre bildmotiv i de flesta av hans dramer och är Shakespeares poetiska förankring:
- En kontrasterande relation mellan naturen och människorna och mellan människors naturer
- Folktro och mytiska gestalter
- Besjälade årstider

På grund av de mångfacetterade karaktärerna och den psykologiska realismen anses dramerna vara mycket krävande för skådespelarna.

## Författarfrågan

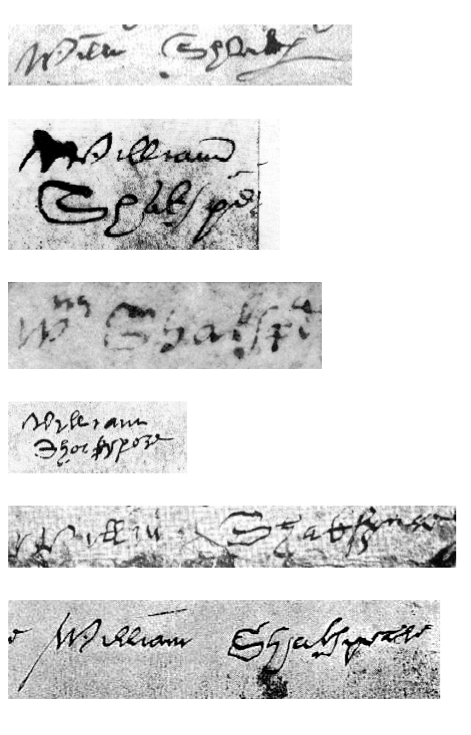
Shakespeares sex kända namnteckningar.

Under 1900-talet har frågan om huruvida William Shakespeare själv skrev sina verk delat bedömare i två läger. De så kallade stratfordianerna anser att så är fallet; antistratfordianerna ifrågasätter att William Shakespeare är författaren. Till den senare gruppen hör bland andra Sigmund Freud, Walt Whitman, Orson Welles och John Thomas Looney (själva upphovsmannen till bestridandet).
Att William Shakespeare verkade som skådespelare när dramerna sattes upp är fastslaget, likaså att han inte följde sällskapet på turnéerna till landsbygden, då han ska ha författat sina verk enligt stratfordianerna. Antistratfordianerna ifrågasätter dock att Shakespeare, som var lågutbildad, skulle ha haft tillgång till allt det stoff som författaren till dessa verk arbetade med. Några andra argument för att Shakespeare inte skulle varit författaren är att man inte funnit något manuskript med hans handstil och att han inte nämner sina pjäser över huvud taget i sitt testamente. Ett av antistratfordianernas starkaste argument är Shakespeares tre namnteckningar i testamentet. Dessa är hälften av de kända exemplen på William Shakespeares handstil och de är liksom de tidigare kända namnteckningarna så valhänta och otydliga att det verkar som om den store författaren knappt kunde skriva sitt eget namn.
Forskare som Brenda James anser att de har belägg för att Shakespeares släkting på mödernet Sir Henry Neville (1562–1615) är den egentlige upphovsmannen. Andra namn som nämnts i sammanhanget är filosofen Sir Francis Bacon (1561–1626), Christopher Marlowe (1564–1593) och Edward de Vere, 17:e earl av Oxford (1550–1604).
Antistratfordianerna letar ofta efter dolda budskap i texterna och spekulerar i likheter mellan de påstådda kandidaternas liv och Shakespeares verk. Stratfordianerna utgår dock enbart från faktiska och samtida dokument och har inte hittat något som tyder på att någon annan än Shakespeare skulle ha varit författaren. Det finns enligt dem inte heller något som pekar på att Shakespeare skulle ha varit ifrågasatt som författare under sin livstid. Det var först drygt två hundra år efter hans död som de antistratfordianska teorierna började dyka upp.
Andra aspekter är huruvida Shakespeare skrivit verken ensam eller om han kanske har haft hjälp samt om samtliga dramer som tillskrivits honom verkligen har honom som upphovsman.

## Inflytande
Många anser honom vara inte bara Englands nationalskald utan också världslitteraturens främste dramatiker genom tiderna. Redan Shakespeares samtida kollega Ben Jonson sade: "He was not of an age, but for all time" (”Han tillhörde inte bara en tidsålder, utan alla”). Han hade stor påverkan på det engelska språket. Han har även haft stor påverkan på många författare. Flera uttryck från Shakespeare har använts som titlar på andra författares verk, såsom Aldous Huxleys Du sköna nya värld, William Faulkners Stormen och vreden och Edith Whartons En skymt av månen.
Den amerikanske litteraturvetaren Harold Bloom skrev i den uppmärksammade boken Shakespeare, The Invention of the Human (1999) att Shakespeare genom sina verk påverkade mänsklighetens sätt att tala och tänka på och därmed uppfann den moderna människan. I Den västerländska kanon (1995) placerar han Shakespeare i centrum av västerlandets kanon. Sigmund Freud var en stor anhängare av Shakespeare och citerade ofta hans verk. Med sina pjäser, såsom Richard III, har Shakespeare också haft en stor påverkan på brittisk historieskrivning.
Redan tidigt började Shakespeares pjäser spelas ofta och de blev bland de mest populära under den elisabetanska teatern. Därefter har många av pjäserna filmatiserats, bland annat via populära Hollywoodfilmer. Laurence Olivier spelade huvudrollen och regisserade Henrik V. Orson Welles spelade huvudrollen i och regisserade Falstaff, som baserades på Shakespeares pjäser om John Falstaff. Den japanska regissören Akira Kurosawa inspirerades av Macbeth till Blodets tron och Gus van Sants My Own Private Idaho baserades löst på Shakespeares pjäser om Henrik IV. Giuseppe Verdi har gjort operor baserade på flera av Shakespeares pjäser: Macbeth, Otello och Falstaff. Flera klassiska kompositörer har också komponerat musik inspirerad av Shakespeare: bland annat Hector Berlioz (Lélio) och Felix Mendelssohn (Ein Sommernachtstraum). Sergej Prokofjev och Pjotr Tjajkovskij har också påverkats mycket av Romeo och Julia, Prokofjev bland annat till baletten Romeo och Julia. Leonard Bernsteins musikal West Side Story är en annan populär bearbetning av Romeo och Julia.

## Svenska översättningar
Det dröjde innan Shakespeare hittade vägen till den svenska publiken. Första gången ett drama sattes upp var Romeo och Julia 5 augusti 1776 på Egges teater i Norrköping – en 18 meter lång träbarack vid nuvarande Tyska torget. Översättningen hade förmodligen gjorts av skådespelaren Peter Lindahl efter en tysk prosabearbetning av Christian Fredrik Weisse. Några år senare, den 24 januari 1787, spelades även Shakespeare i Göteborg, på Gustav III:s födelsedag. Teaterdirektören Andreas Widerberg satte då upp Hamlet och framträdde själv i huvudrollen. Det kan antas att det även var Widerberg som gjorde översättningen, då han senare var en flitig översättare åt Dramaten. Första gången ett shakespearedrama sattes upp i Stockholm var på Kungliga teatern den 26 mars 1819, även denna gång Hamlet. Pjäsen gavs i fri prosaöversättning från engelskan av Per Adolf Granberg och i bearbetning av teaterchefen Gustaf Fredrik Åkerhielm.
Den första svenska översättningen som gavs ut i bokform var Erik Gustaf Geijers översättning av Macbeth 1813. Denna översättning följdes 1825 av Johan Henrik Thomanders Antonius och Cleopatra, Muntra fruarna i Windsor, Richard II, Som ni behagar och Trettondagsafton, samt Georg Scheutz Köpmannen i Venedig (1820), Julius Caesar (1831) och Kung Lear (spelad 1847). Den första fullständiga översättningen (alla utom Pericles) gavs ut 1847–1851 och var gjord av Carl August Hagberg. Andra fullständiga översättningar är Per Hallströms som började utges 1922 och Åke Ohlmarks som kom ut i tre band mellan 1962 och 1969. Även Allan Bergstrand skall ha översatt samtliga pjäser, men alla hans översättningar har inte getts ut. De som utgivits, mellan 1946 och 1986, är Fyra friares fiasko (Kärt besvär förgäves), Förväxlingskomedien, Hamlet, Henry IV, Henry V, Henry VI, Kung John, Köpmannen i Venedig, Lika för lika, Muntra fruarna i Windsor, Mycket väsen för ingenting, Richard II, Richard III, Romeo och Julia, Slutet gott, allting gott, Som ni behagar, Så tuktas en argbigga, Titus Andronicus, Trettondagsafton eller Vad ni vill, Troilus och Cressida och Två adelsmän från Verona (13 saknas).
Runt mitten av 1900-talet gjorde Hjalmar Gullberg ett flertal moderniseringar av Hagbergs översättningar, främst för Radioteatern och Dramaten. Dessa skiljer sig dock så mycket från Hagberg att de ofta presenterats som egna översättningar/bearbetningar. Dessa är Henrik IV, Köpmannen i Venedig och Mycket väsen för ingenting. Tillsammans med Ivar Harrie bearbetade han även Som ni behagar, Stormen och Trettondagsafton och tillsammans med Karl Ragnar Gierow En midsommarnattsdröm, Lika för lika, Henrik IV, Kung John, Macbeth, Romeo och Julia och Så tuktas en argbigga. 1967 gavs Erik Mestertons och Erik Lindegrens omtalade men ospelade översättning av Hamlet ut.
Andra bemärkta översättare som sedan 1960-talet utfört flera nyöversättningar är Björn Collinder (Hamlet, Julius Caesar, Kung Lear, Köpmannen i Venedig, Macbeth, Othello, Richard III, Romeo och Julia och Som ni behagar), Britt G. Hallqvist (Antonius och Cleopatra, Coriolanus, Hamlet, Kung Lear, Macbeth, Romeo och Julia, och Troilus och Cressida) samt Britt G. Hallqvist tillsammans med Claes Schaar (En vintersaga, Stormen och Så tuktas en argbigga), Göran O. Eriksson (En midsommarnattsdröm, Henrik VI, Lika för lika, Macbeth, Perikles, Romeo och Juliet, Som ni vill ha det, Timon från Aten och Trettondagsafton), Ulf Peter Hallberg (En midsommarnattsdröm, Hamlet, Henrik VI, Macbeth, Muntra fruarna i Windsor och Richard III), Thomas Warburton (Julius Caesar och Troilus och Cressida), Lars Huldén (Kung Lear, Köpmannen i Venedig, Othello (tillsammans med Mats Huldén) och Richard III), Jan Ristarp (Antonius och Cleopatra, Cymbeline, Kung Lear och Stormen) samt Jan Mark (En midsommarnattsdröm, En vintersaga, Hamlet och Kung Lear).

## Utmärkelser
Nedslagskratern Shakespeare på månen och nedslagskratern Shakespeare på planeten Merkurius är uppkallade efter honom. Även asteroiden 2985 Shakespeare är uppkallad efter honom.

## Bibliografi

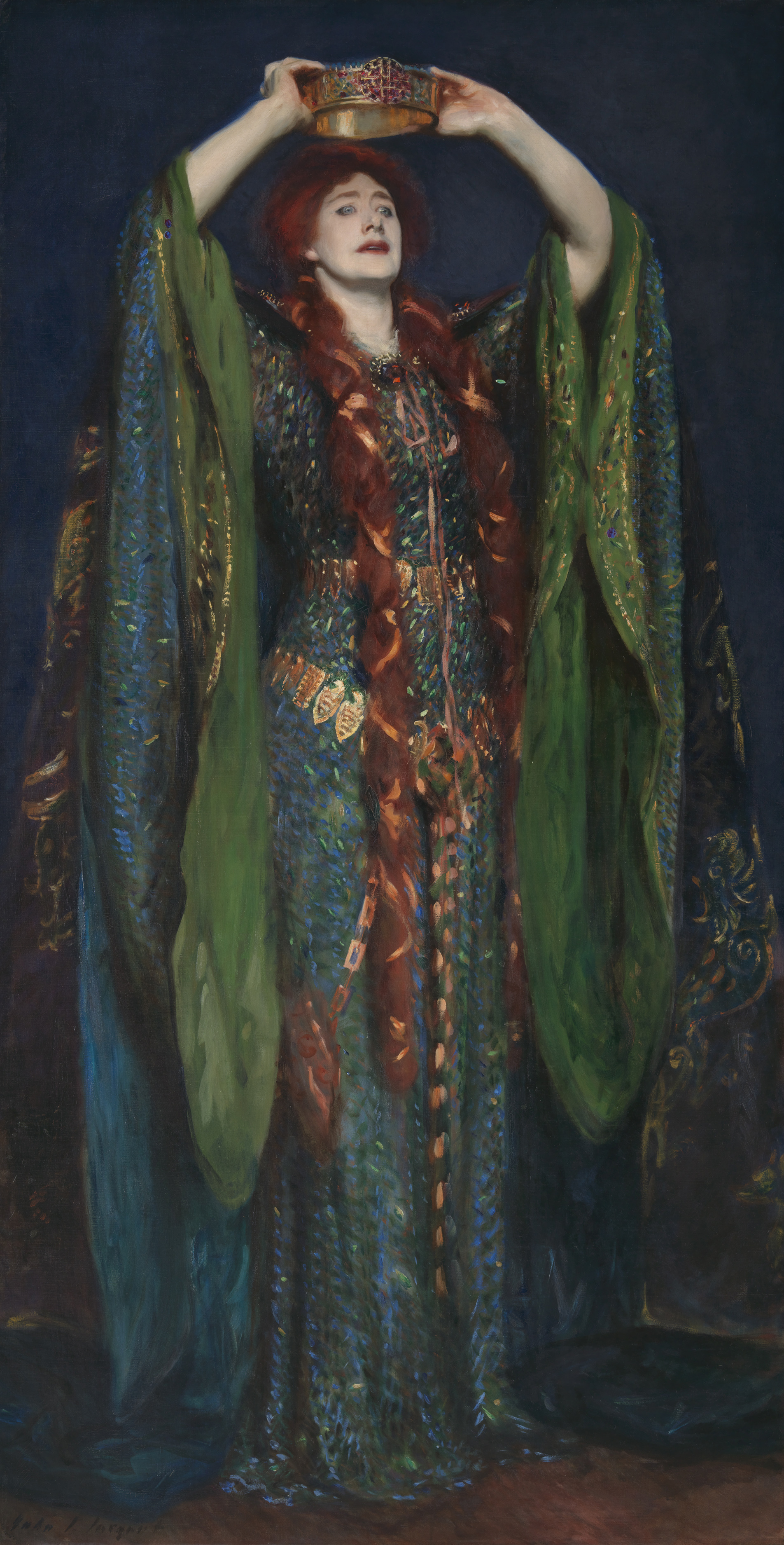
Ellen Terry som Lady Macbeth av John Singer Sargent (1889).

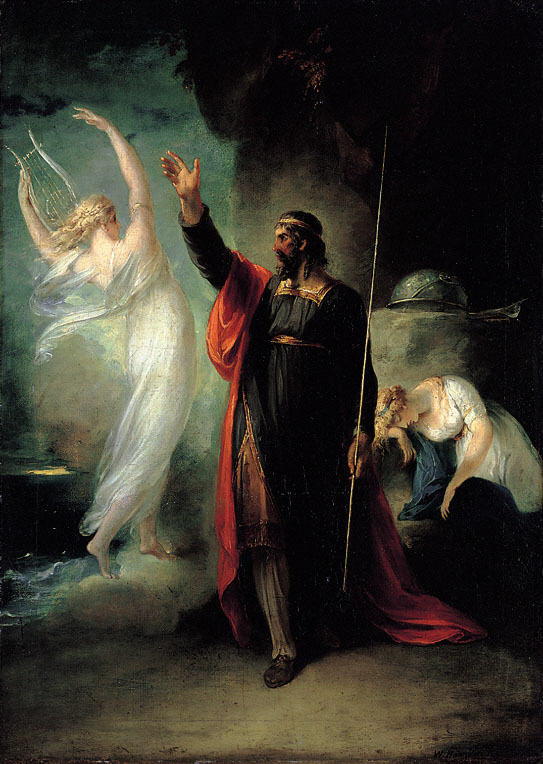
Prospero och Ariel ur The Tempest, oljemålning av William Hamilton (1797).

### Skådespel
- Henrik VI del 2–3, 1589–91 (Henry VI)
- Henrik VI del 1, 1591–92 (Henry VI)
- Richard III 1592–93
- Förvillelser 1592–93 (The Comedy of Errors)
- Titus Andronicus 1593–94
- Så tuktas en argbigga 1593–94 (The Taming of the Shrew)
- Två ungherrar i Verona 1594–95 (The Two Gentlemen of Verona)
- Kärt besvär förgäves 1594–95 (Love's Labour's Lost)
- Romeo och Julia 1594–95 (Romeo and Juliet)
- Richard II 1595–96
- En midsommarnattsdröm 1595–96 (A Midsummer Night's Dream)
- Kung Johan 1596–97 (The Life and Death of King John )
- Köpmannen i Venedig 1596–97 (The Merchant of Venice)
- Henrik IV 1597–98 (Henry IV)
- Mycket väsen för ingenting 1598–99 (Much Ado about Nothing)
- Henrik V 1598–99 (Henry V)
- Julius Caesar 1599–1600
- Som ni behagar eller Som ni vill ha det 1599–1600 (As You Like It)
- Hamlet, prins av Danmark 1600–01 (The Tragedy of Hamlet, Prince of Denmark)
- Muntra fruarna i Windsor 1600–01 (The Merry Wives of Windsor)
- Trettondagsafton 1601–02 (Twelfth Night)
- Troilus och Cressida 1601–02 (Troilus and Cressida)
- Slutet gott, allting gott 1602–03 (All's Well that Ends Well)
- Lika för lika 1604–05 (Measure for Measure)
- Othello 1604–05
- Timon av Aten 1604–05 (The Life of Tymon of Athens)
- Kung Lear 1605–06 (King Lear)
- Macbeth 1606
- Antonius och Cleopatra 1606–07 (Antony and Cleopatra)
- Coriolanus 1607–08
- Pericles 1608–09
- Cymbeline 1609–10
- En vintersaga 1610–11 (The Winter's Tale)
- Stormen 1611–12 (The Tempest)
- Henrik VIII 1612–13 (Henry VIII)
- The Two Noble Kinsmen 1613–14 (The Two Noble Kinsmen)

### Poesi
- Venus och Adonis (Venus and Adonis, 1593)
- Lucretias våldtäkt (The Rape of Lucrece, 1594), svenska tolkningar 1876 och 2007
- Sonetter (Sonnets, 1609), svenska tolkningar bl.a. 2006, 1981, 1964, 1951, 1945, 1871.